# Mircea Leonte
Mircea Leonte (n. 15 februarie 1930, Iași, România – d. 28 iunie 2011) a fost un deputat român în legislatura 1992-1996, ales în județul Galați pe listele partidului PDSR.